# Upgant-Schott
Upgant-Schott è un comune di 3.874 abitanti della Bassa Sassonia, in Germania.
Appartiene al circondario (Landkreis) di Aurich (targa AUR).
Il 1º luglio 1972 ha incorporato il territorio del dissolto comune di Siegelsum.